# 関東テキヤ一家 天王寺の決斗
『関東テキヤ一家 天王寺の決斗』（かんとうてきやいっか てんのうじのけっとう）は、1970年5月1日に公開された日本の映画。90分。監督は鈴木則文、主演は菅原文太。
『関東テキヤ一家シリーズ』の第3弾。

## スタッフ
- 監督：鈴木則文
- 企画：俊藤浩滋、松平乗道、佐藤雅夫
- 脚本：高田宏治
- 撮影：赤塚滋
- 美術：井川徳道
- 音楽：菊池俊輔
- 録音：溝口正義
- 照明：北口光三郎
- 編集：神田忠男
- スチール：木村武司

## キャスト
- 国分勝：菅原文太
- 鉄也：伊吹吾郎
- 夏子：土田早苗
- 宮村良平：葉山良二
- ぶら金：山城新伍
- 佐貫五郎：南利明
- 澄子：榊浩子
- 宮村進：香川雅人
- 犬飼刑事：由利徹
- 島崎稲三：唐沢民賢
- 松井：八尋洋
- 猪口秀吉：広瀬義宣
- 後藤団七：秋山勝俊
- お春：小山陽子
- おきわ：日高綾子
- 左平：正司玲児
- 巻子：正司敏江
- 国丸小夜子：武原英子
- 八丁松九郎：小島慶四郎
- 矢野修三：岡八郎
- 岩淵銀三：林彰太郎
- 清田功：丘路千
- 大村義助：汐路章
- 畑中松男：北川俊夫
- ゲバ徳：鈴木金哉
- バッテン三次：有川正治
- 原田猛：志賀勝
- 金本光雄：森谷譲
- 黒金の女：片山由美子
- サリー：丸平峰子
- アケミ：岡美芸子
- 親分：疋田泰盛、那須伸太朗、有島淳平、森源太郎、矢奈木邦二郎
- 黒金藤吉：小池朝雄
- 東条英一郎：遠藤辰雄
- 灘緒駒吉：曽我廼家明蝶
- 朝比奈六：清川虹子

## 興行

### キャッチコピー
キャッチコピーは「雨！ ざあざあ 文太びっしょり ド〇もずぶ濡れ」だったが、劇中、雨は一滴も降らない。

## 同時上映
『日本ダービー 勝負』
- 主演：三橋達也